# Parmeliella nigrata
Parmeliella nigrata är en lavart som först beskrevs av Johannes Müller Argoviensis, och fick sitt nu gällande namn av P. M. Jørg. & D. J. Galloway. Parmeliella nigrata ingår i släktet Parmeliella och familjen Pannariaceae.   Inga underarter finns listade i Catalogue of Life.